# إيفيلين كوستوف
إيفيلين كوستوف هو لاعب كرة قدم بلغاري في مركز الوسط، ولد في 29 يناير 1986 في بلغاريا. لعب مع او في سي سليفن 2000 ونادي بيروي ستارا زاغورا ونادي دوبرودزا دوبريتش.

## وصلات خارجية
- إيفيلين كوستوف على موقع قاعدة بيانات كرة القدم.إي يو (الإنجليزية)
- إيفيلين كوستوف على موقع Soccerway.com (الإنجليزية)